# Bastia Mondovì
Bastia Mondovì là một đô thị tại tỉnh Cuneo trong vùng Piedmont của Italia, vị trí cách khoảng 70 km về phía nam của Torino và khoảng 30 km về phía đông bắc của Cuneo.
Bastia Mondovì giáp các đô thị: Carrù, Cigliè, Clavesanavà Mondovì.